# Крайници
Крайници (болг. Крайници) — село в Болгарии. Находится в Кюстендилской области, входит в общину Дупница. Население составляет 1 945 человек.

## Политическая ситуация
В местном кметстве Крайници, в состав которого входит Крайници, должность кмета (старосты) исполняет Мариана Кирилова Димитрова (коалиция в составе 5 партий: Евророма, Земледельческий народный союз (ЗНС), Демократическая партия (ДП), Союз свободной демократии (ССД), ОДС,СДС) по результатам выборов правления кметства.
Кмет (мэр) общины Дупница — Атанас Александров Янев (независимый) по результатам выборов в правление общины.